# Viola lactea
Viola lactea é uma espécie de planta com flor pertencente à família Violaceae. 
A autoridade científica da espécie é Sm., tendo sido publicada em English Botany vii. t. 445 (1798).

## Portugal
Trata-se de uma espécie presente no território português, nomeadamente em Portugal Continental.
Em termos de naturalidade é nativa da região atrás indicada.

## Protecção
Não se encontra protegida por legislação portuguesa ou da Comunidade Europeia.